# Airbus RACER
Der Airbus RACER (Rapid And Cost-Effective Rotorcraft, deutsch Schneller und kosteneffizienter Drehflügler) ist ein experimenteller Hochgeschwindigkeits-Flugschrauber, der von Airbus Helicopters auf Grundlage des Eurocopter X3 entwickelt worden ist. Das erste Mal wurde er auf der Pariser Flugschau im Juni 2017 vorgestellt. Die Endmontage begann Mitte 2020 und der Erstflug war ursprünglich für 2021 geplant. Nach weiteren Verzögerungen fand dieser Ende April 2024 statt. Die maximale Reisegeschwindigkeit des Flugschraubers liegt bei 400 km/h. Die Konstruktion zielt auf eine Kostenreduzierung von 20 % pro Strecke im Vergleich zu herkömmlichen Hubschraubern ab.

## Geschichte

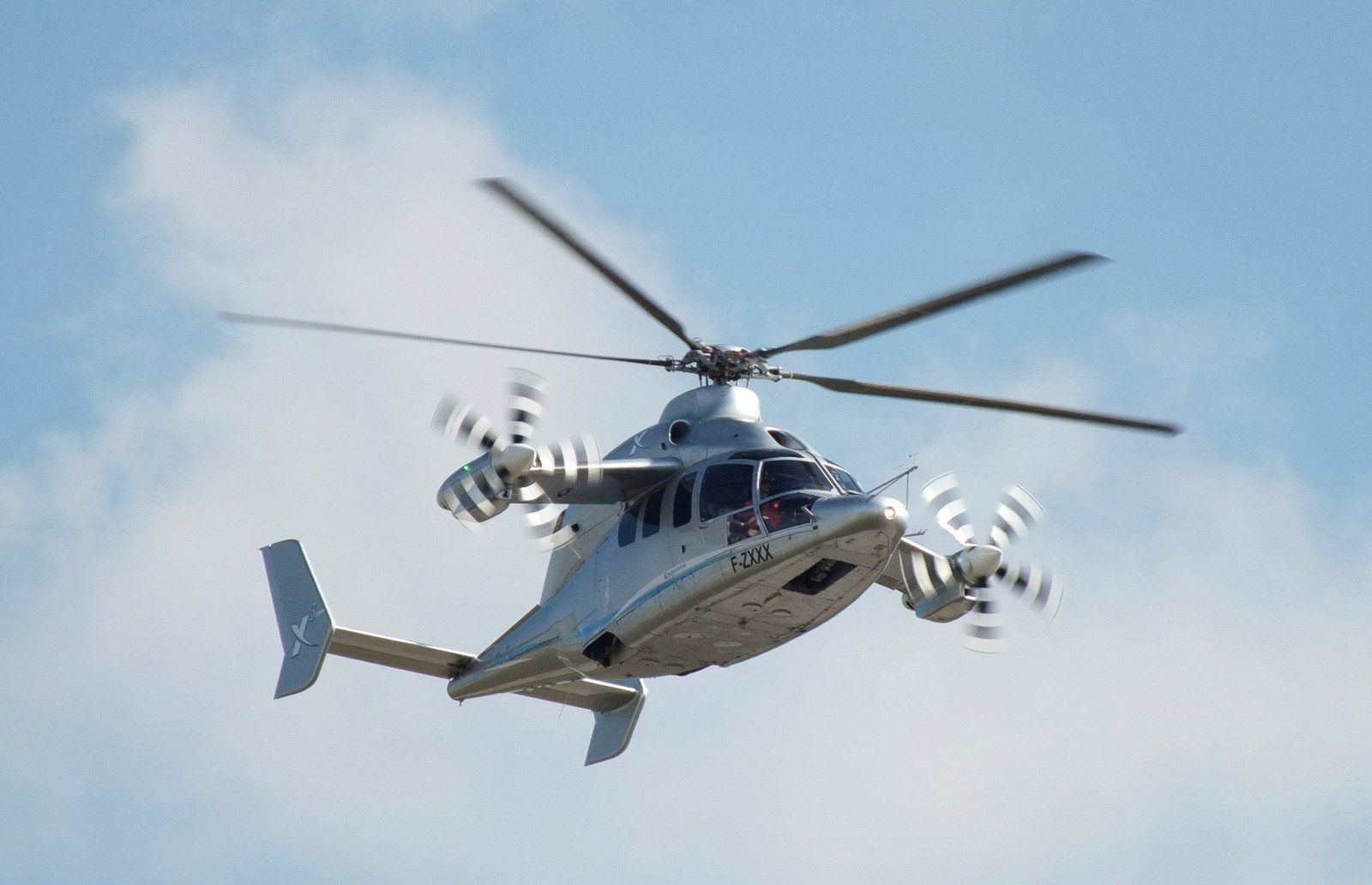
Ausgangsbasis für diesen Hubschrauber, der Eurocopter X3

Am 20. Juni 2017 stellte Airbus Helicopters auf der Pariser Luftfahrtschau eine Hochgeschwindigkeits-Vorführkonfiguration vor, die auf dem im Rahmen des Forschungsprogramms Clean Sky 2 entwickelten X3 basiert. Kernidee für das Projekt war es, die Fähigkeit des senkrechten Startens und Landens mit der hohen Vorwärtsgeschwindigkeit eines herkömmlichen Flugzeuges zu kombinieren.
Seine aerodynamische Konfiguration wurde 2017 validiert. Im Februar 2018 wurde bekannt gegeben, dass als Triebwerk das Safran Aneto-1X mit 2.500 PS (1.900 kW) ausgewählt worden sei, weil es gegenüber dem ursprünglich vorgesehenen RTM322 eine um 25 % kompaktere Bauweise aufweise.
Im Oktober 2018 war die Konstruktion der wichtigsten Subsysteme abgeschlossen, bevor die ersten Komponenten mit langen Vorlaufzeiten in die Fertigung gingen, als die Produktion der seitlichen Antriebswelle begann. Airbus Helicopters arbeitete hierbei mit 40 Zulieferern aus 13 Ländern zusammen. Avio Aero in Italien, ein Tochterunternehmen von GE Aviation, begann mit der Beschaffung und Fertigung der seitlichen Getriebegehäuse, GE Aviation in Großbritannien baute die Titanhalterung des Flügels, INCAS/Romaero in Rumänien begann mit der Fertigung der Verbund-Seitenverkleidung und Aernnova in Spanien konstruierte die Primärstruktur der Heckteile.
Die Flugdemonstration sollte den Flugbereich erweitern und die Leistung bewerten – bevor Missionen wie Luftrettung, Search and Rescue und Individualverkehr demonstriert und gleichzeitig lärmarme Flugverfahren entwickelt werden. Die Endmontage sollte Mitte 2020 für einen Erstflug im vierten Quartal 2021 beginnen.
Vor allem aufgrund von Verzögerungen im Zusammenhang mit der COVID-19-Pandemie waren jedoch bis zum Frühjahr 2021 nur 50 % der Komponenten fertiggestellt. Die letzte Komponente, das Getriebe, sollte im ersten Quartal 2022 für Bodentests und Installationen geliefert werden. Der erste Flug fand am 25. April 2024 statt.

## Technik
Optimiert für eine Reisegeschwindigkeit von über 400 km/h, 50 % schneller als ein herkömmlicher Hubschrauber, verbraucht er bei 333 km/h 15 % weniger Kraftstoff pro zurückgelegter Strecke als ein gewöhnlicher Hubschrauber bei 240 km/h. So wird eine Kostenreduzierung von 25 % pro Flugstrecke angestrebt. Die seitlichen Schubpropeller erzeugen Vortrieb und sind durch Boxwings am Rumpf befestigt. Diese erzeugen bei Reisegeschwindigkeit zusätzlichen dynamischen Auftrieb, wodurch der Hauptrotor mit zunehmender Fluggeschwindigkeit des Hubschraubers um bis zu 15 % verlangsamt werden kann. Ein Durchbrechen der Schallmauer durch die Rotorblätter, was zu diversen Problemen führt (siehe Überschallflug), kann dadurch verhindert werden. Der Antrieb erfolgt durch zwei Motoren, von denen einer während des Fluges abgeschaltet und neu gestartet werden kann, um so Kraftstoff zu sparen und die Reichweite zu erhöhen. Für den Rumpfteil wird wartungsarmer, hybrider Metall-Verbundwerkstoff mit geringem Gewicht und geringem Wartungsaufwand verwendet. Außerdem wird ein gewichtsreduzierter Hochspannungs-Gleichstromgenerator verbaut.